# フィリップ5世 (フランス王)

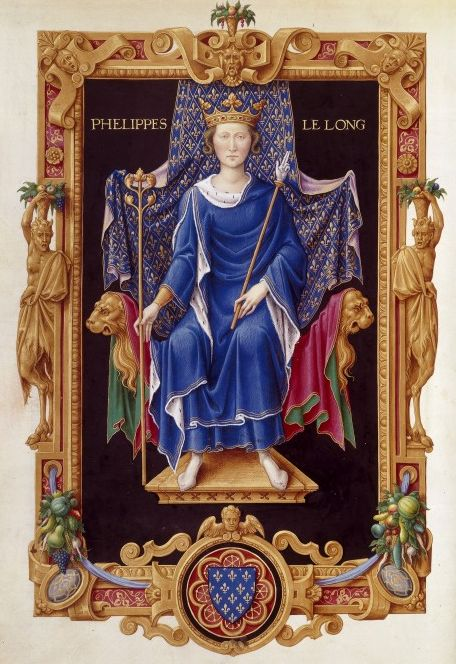
フィリップ5世（フランス国立図書館所蔵）

フィリップ5世（Philippe V, 1292/3年 - 1322年1月3日）は、フランス・カペー朝の第14代国王（在位：1316年 - 1322年）。ナバラ王も兼ねた（フェリペ2世、在位：同）。フィリップ4世とナバラ女王フアナ（ジャンヌ）1世の次男で、ルイ10世の弟、シャルル4世の兄。長躯王（le Long）と呼ばれた。

## 生涯
1316年、兄王ルイ10世が崩御し、その後を出生と同時に継いだルイ10世の子ジャン1世も生後4日で早世したため、カペー家の直系男子は断絶した。このため、一部ではルイ10世の娘ジャンヌを次期国王として望む声があったが、問題があった。ジャンヌはカペー家の血統ではないと疑問視されていたのである。というのは、ジャンヌの母マルグリット、フィリップ自身の妻ジャンヌ、王弟シャルル（のちのシャルル4世）の妻ブランシュの3人が一大スキャンダルである不倫騒動を起こした（1314年のことで、これにショックを受けた当時の国王フィリップ4世は同年のうちに崩御している）張本人だったからである。そのためフィリップは、ジャンヌには王家の血筋を継いでいない可能性があるから王位にはふさわしくない、またサリカ法に基づいて女子の王位相続は禁止されているとして、ジャンヌを王位から遠ざけ、自身が国王として即位することとなった。
王位を継承した直後の2月に三身分会議を招集したのを初めとして、その治世中、度々三部会または代表集会を開いて戦争のための資金調達を図った。
1322年にフィリップ5世は成長した男児なく崩御し、後を弟のシャルル4世が継ぐこととなった。

## 子供
1307年に結婚した妃ジャンヌ・ド・ブルゴーニュとの間には2男5女が生まれたが、男子はいずれも夭逝した。
- ジャンヌ（1308年 - 1349年） - ブルゴーニュ女伯。ブルゴーニュ公ウード4世と結婚。
- マルグリット（1310年 - 1382年） - ブルゴーニュ女伯。フランドル伯ルイ1世と結婚。
- イザベル（1312年 - 1348年） - ヴィエノワ領主ギグ8世と結婚。
- ブランシュ（1313年 - 1358年） - 未婚
- フィリップ（1313年 - 1317年） - 夭逝
- ルイ（1316年 - 1317年） - 夭逝
- 女子（1322年） - 夭逝